# Ђембре (Сондрио)
Ђембре је насеље у Италији у округу Сондрио, региону Ломбардија.
Према процени из 2011. у насељу је живело 39 становника. Насеље се налази на надморској висини од 2165 м.